# Imperatorska Wojskowa Akademia Medyczna
Imperatorska Wojskowa Akademia Medyczna (ros. Императорская медико-хирургическая академия) – cywilna, następnie wojskowa uczelnia w Rosji, zlokalizowana w Petersburgu .

## Nazwy uczelni
w latach 1786–1917 
- 1786 – Główna Szkoła Lekarska (Главное врачебное училище);
- 1798 – Sankt-Petersburska Szkoła Medyczno-Chirurgiczna (Санкт-Петербургское медико-хирургическое училище);
- 1799 – Akademia Medyczno-Chirurgiczna (Медико-хирургическая академия (МХА));
- 1808 – Imperatorska Akademia Medyczno-Chirurgiczna (Императорская медико-хирургическая академия (ИМХА));
- 1881 – Imperatorska Wojskowa Akademia Medyczna (Императорская Военно-медицинская академия);
- 1917 – Wojskowa Akademia Medyczna (Военно-медицинская академия).

## Historia
Za oficjalną datę powstania uczelni uznaje się 18 (29) grudnia 1798, kiedy to Paweł I Romanow podpisał dekret o budowie pomieszczeń dla sal wykładowych (audytoriów) szkoły medycznej i internatu dla studentów. Datę podpisania dekretu uważa się za dzień założenia Akademii Medyczno-Chirurgicznej, chociaż otwarcie miało miejsce w 1800. 
W 1808 roku cesarz Aleksander I Romanow podniósł akademię do rangi „pierwszych placówek edukacyjnych Cesarstwa”: otrzymała prawa akademii nauk, pozwolono jej wybierać własnych akademików i stała się znana jako Imperatorska Akademia Medyczno-Chirurgiczna. 
Początki medycyny wojskowej w Rosji sięgają pierwszej tercji XVIII wieku. Już w 1715, na mocy dekretu Piotra I, po stronie Wyborga utworzono Szpital Admiralicji w tzw. Szpitalu Słoboda, który miał zapewniać opiekę medyczną „ludziom służącym”, w 1717 – Szpital Ziemski, a rok później – Szpital Admiralicji w Kronsztadzie. W tych szpitalach, zwanych ogólnymi, jak również w szpitalu w Moskwie, założonym w 1706, w pierwszej połowie XVIII w. powstały szkoły szpitalne (medyczno-chirurgiczne), które położyły podwaliny pod pierwotny krajowy system wojskowego kształcenia medycznego. W 1786 szkoły te połączono w Główną Szkołę Lekarską. 
Dzięki staraniom prezydenta szkoły Jakowa Willie i jego następców powstały pierwsze w Imperium Rosyjskim katedry i kliniki ginekologii, psychiatrii, okulistyki, chirurgii operacyjnej, pediatrii, laryngologii i inne, utworzono „Instytut Medyczny”, który stał się pierwowzorem adiunktury. Zorganizowany w 1872 „Specjalny Kurs Medyczny Kształcenia Akademickich Położnych” był pierwszą na świecie formą wyższego kształcenia medycznego kobiet. 
W 1838 IMHA została przekazana pod bezpośredni zarząd Ministerstwa Wojny, a zarządzanie nią powierzono Departamentowi Osiedli Wojskowych. W 1842 akademia przeszła pod nadzór Wojskowej Rady Lekarskiej. W 1881 roku IMHA przekształcono w wojskową szkołę medyczną, której celem było kształcenie lekarzy dla wojska i marynarki wojennej. 
W latach 1862–1900, akademia wykształciła 8090 lekarzy dla armii i marynarki. 
Na początku XX wieku liczba studentów w akademii wynosiła rocznie około 1000, a liczba absolwentów wahała się od 127 do 240 rocznie. W latach 1900–1914 szkołę ukończyło łącznie 2130 osób, a w 1915 wszystkich 970 studentów ze wszystkich kierunków wysłano przedterminowo do wojska. W latach 1910–1911 absolwenci i studenci akademii brali udział w likwidacji epidemii dżumy mandżurskiej.
Imperatorska Wojskowa Akademia Medyczna posiadała uprawnienia akademii nauk, co dało Konferencji akademii prawo nadawania tytułu akademika .
Po upadku carskiej Rosji rolę uczelni przejęła Wojskowa Akademia Medyczna im. S.M. Kirowa.

## Kierujący uczelnią
Szefowie i prezydenci 
- 18.11.1890 – 2.02.1901 –- Wiktor Paszutin – szef;
- 02.1901 – 3.11.1905 – Aleksandr Tarieniecki – szef;
- 3.11.1905 – 24.04.1906 – Władimir Biechtieriew – p.o. szefa;
- 30.04.1906 – 1910 – Aleksandr Danilewski – szef;
- 21.11.1910 – 18.12.1912 – Nikołaj Wieljaminow – szef;
- 10.02.1913 – 3.04.1917 – Iwan Makowiejew (Makawiejew) – szef;
- 28.02.1917 – 2.03.1917 – Wadim Juriewicz – cz.p.o. szefa (p.o. prezydenta);
- 2.03.1917 – 13.06.1917 – Władimir Oppiel – p.o. szefa (p.o. prezydenta);
- 13.06.1917 – 13.12.1917 – Michaił Iljin – cz.p.o. prezydenta;
- 12.1917 – 12.09.1925 – Władimir Tonkow – prezydent, następnie szef.